# Favignana (comune)
Favignana (Faugnana in siciliano) è un comune italiano di 4 512 abitanti del libero consorzio comunale di Trapani in Sicilia.
Comune totalmente insulare, il suo territorio corrisponde all'arcipelago delle isole Egadi, comprendente le isole di Favignana, Levanzo e Marettimo e gli isolotti minori di Maraone e Formica.

## Società

### Evoluzione demografica
Abitanti censiti

### Suddivisione demografica
I residenti del comune di Favignana sono suddivisi su tre isole (aggiornato al 2011):
| Isola     | Popolazione |
| --------- | ----------- |
| Favignana | 3 407       |
| Levanzo   | 208         |
| Marettimo | 684         |

## Infrastrutture e trasporti
Le isole di Favignana, Levanzo e Marettimo sono collegate al porto di Trapani e al porto di Marsala con aliscafi che effettuano diverse corse giornaliere, e nel periodo estivo settimanalmente con Napoli, tramite la compagnia Liberty lines. I collegamenti con traghetti della Siremar avvengono dal porto di Trapani.

## Amministrazione
Di seguito è presentata una tabella relativa alle amministrazioni che si sono succedute in questo comune:
| Periodo        | Periodo           | Primo cittadino    | Partito                            | Carica                    | Note  |
| -------------- | ----------------- | ------------------ | ---------------------------------- | ------------------------- | ----- |
| 17 luglio 1987 | 24 giugno 1992    | Giuseppe D'asta    | lista civica                       | Sindaco                   | [ 5 ] |
| 24 giugno 1992 | 16 settembre 1993 | Rino Mercurio      | Partito Socialista Italiano        | Sindaco                   | [ 5 ] |
| 9 ottobre 1993 | 11 marzo 1994     | Gaspare Di Via     | Partito Socialista Italiano        | Sindaco                   | [ 5 ] |
| 11 marzo 1994  | 14 giugno 1994    | Giuseppe Covais    | —                                  | Commissario straordinario | [ 5 ] |
| 14 giugno 1994 | 25 maggio 1998    | Giuseppe D'asta    | lista civica                       | Sindaco                   | [ 5 ] |
| 25 maggio 1998 | 27 maggio 2003    | Giuseppe Ortisi    | Partito Democratico della Sinistra | Sindaco                   | [ 5 ] |
| 27 maggio 2003 | 20 marzo 2008     | Gaspare Ernandez   | Forza Italia                       | Sindaco                   | [ 5 ] |
| 8 aprile 2008  | 17 giugno 2008    | Giovanni Cudia     | —                                  | Commissario straordinario | [ 5 ] |
| 17 giugno 2008 | 11 giugno 2013    | Lucio Antinoro     | lista civica                       | Sindaco                   | [ 5 ] |
| 11 giugno 2013 | 20 giugno 2020    | Giuseppe Pagoto    | lista civica                       | Sindaco                   | [ 5 ] |
| 11 agosto 2020 | 6 ottobre 2020    | Pietro Valenti     | —                                  | Commissario straordinario | [ 5 ] |
| 6 ottobre 2020 | 12 marzo 2025     | Francesco Forgione | lista civica                       | Sindaco                   | [ 5 ] |
| 26 maggio 2025 | in carica         | Giuseppe Pagoto    | centro-sinistra                    | Sindaco                   | [ 5 ] |

### Gemellaggi
- Vigonza

### Altre informazioni amministrative
Il comune di Favignana fa parte delle seguenti organizzazioni sovracomunali: regione agraria n.6 (Isole Egadi).

## Sport

### Calcio
La principale squadra di calcio del comune è l'A.S.D. Favignana che milita nel girone A siciliano di Promozione. È nata nel 2011.